# Septentrinna steckleri
Septentrinna steckleri là một loài nhện trong họ Corinnidae.
Loài này thuộc chi Septentrinna. Septentrinna steckleri được Willis J. Gertsch miêu tả năm 1936.